# LTC Festina

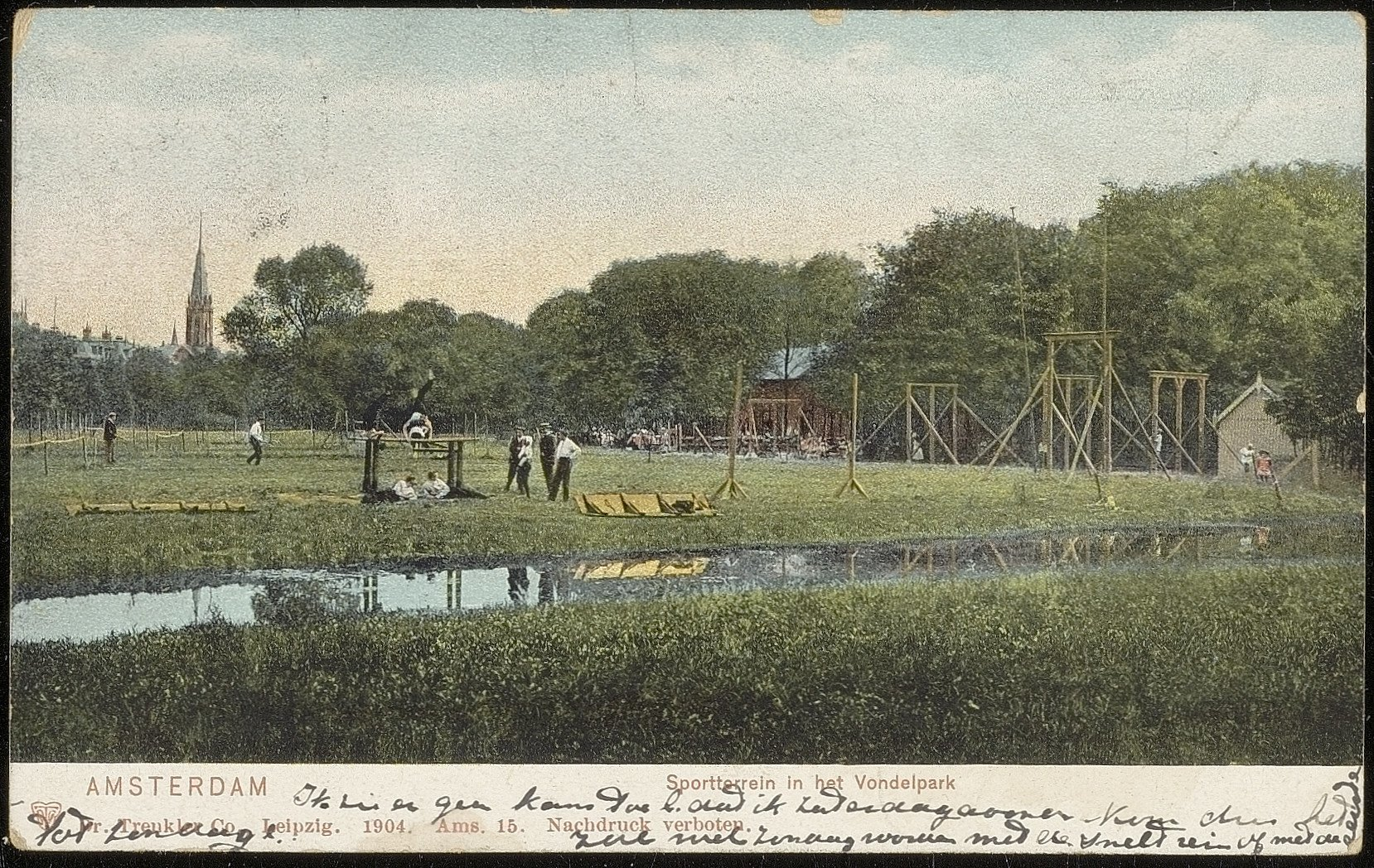
Sportterrein in het Vondelpark, 1910. De twee figuren links spelen tennis.

Lawn Tennis Club Festina is een Nederlandse tennisclub in Amsterdam. Zij heeft (anno 2024) circa 2030 leden en bespeelt 11 gravelbanen, gelegen in het Vondelpark.

## Geschiedenis
Tennis op gras werd al langer gespeeld op het sportterrein in het Vondelpark. De heren oprichters van Festina namen in 1904 echter het initiatief tot aanleg van een tweetal cementbanen op het tegenwoordige terrein van T.C. Kattenlaan, op een steenworp van de huidige banen van Festina. In 1919 verhuisde de vereniging naar het voormalige Eilers Tennispark aan de Zuidelijke Wandelweg, waar men op gravelbanen kon tennissen. De bloei van de vereniging maakte vervolgens mogelijk dat in 1929 in overleg met de gemeente voor Festina een tennispark werd aangelegd in het Vondelpark met 8 gravelbanen en een clubhuis.
Sinds de jaren twintig stelt Festina ook banen ter beschikking aan Amsterdamse corpsstudenten: aanvankelijk aan de leden van Amsterdamse Studenten Tennisvereniging, een afdeling van het Amsterdamsch Studenten Corps, tegenwoordig aan leden van A.S.T. Shot (opgericht 1916), een subvereniging van het A.S.C./A.V.S.V.